# Национальный ботанический сад Латвии
Национальный ботанический сад (латыш. Nacionālais botāniskais dārzs) — ботанический сад, расположенный в латвийском городе Саласпилс. Является одним из крупнейших в странах Прибалтики.

## История
Истоки ботанического сада восходят к 1836 году, когда Кристиан Вильгельм Шох, садовник из немецкого Дессау, приглашённый Анной Гертрудой Верман, основал в Риге садоводческую фирму, питомник которой располагался на её окраине (ныне — улица Ганибу дамбис). Когда питомник разросся, в 1898 году было решено перенести его в Саласпилс. До Второй мировой войны питомник являлся крупнейшим во всей Прибалтике.
В 1944 году в Саласпилсе был организован Государственный питомник плодовых деревьев и ягодников, где широко выращивались также декоративные растения; в 1947 году он был переименован в Садоводческую испытательную станцию. По инициативе латвийских ученых 1 сентября 1956 года на основе накопленных коллекций (более 2000 видов и сортов) и богатых садоводческих традиций был основан Ботанический сад Академии наук Латвийской ССР. В 1968 году саду был присвоен статус научно-исследовательского института. После восстановления государственной независимости Латвии, в 1992 году Ботаническому саду был присвоен статус Национального ботанического сада; таким образом, он был признан образовательным, культурным и научным объектом государственного значения.
23 апреля 2015 года в присутствии президента Латвии Андриса Берзиньша и министра охраны среды и регионального развития Каспарса Герхардса при ботаническом саде была торжественно открыта новая оранжерея площадью 3300 м², в которой разместились более 2000 экзотических растений, а также ценные коллекции комнатных и тепличных растений.

## Описание
При основании ботанического сада были определены его основные задачи: научные исследования в ботанике, декоративном садоводстве, озеленении, интродукции, генетике и селекции растений, а также их популяризация.
Общая площадь сада в настоящее время составляет 129 га. Здесь представлены более 14 000 видов и сортов растений, в том числе около 5000 видов деревьев и около 1400 видов тепличных растений. Помимо того, что сад имеет важное научное назначение, он также является популярным местом отдыха горожан.